# 川口镇
川口镇是中华人民共和国青海省海东市民和回族土族自治县下辖的一个乡镇级行政单位。

## 行政区划
川口镇下辖以下地区：
西大街社区、南大街社区、史纳社区、北大街社区、东大街社区、民镁社区、川垣社区、红卫村、享堂村、史纳村、米拉湾村、山城村、果园村、吉家堡村、南庄子村、川口村、南山村、东垣村、驮岭村和边墙村。